# ماري آن باركر
ماري آن باركر (بالإنجليزية: Mary Anne Barker)‏ (29 مايو 1831، سبانيش تاون في جامايكا - 6 مارس 1911، لندن في المملكة المتحدة)؛ صحفية، كاتِبة وروائية بريطانية.

## روابط خارجية
- ماري آن باركر على موقع الموسوعة البريطانية (الإنجليزية)